# Xylolejeunea
Xylolejeunea là một chi rêu trong họ Lejeuneaceae.